# Kringvarp Føroya

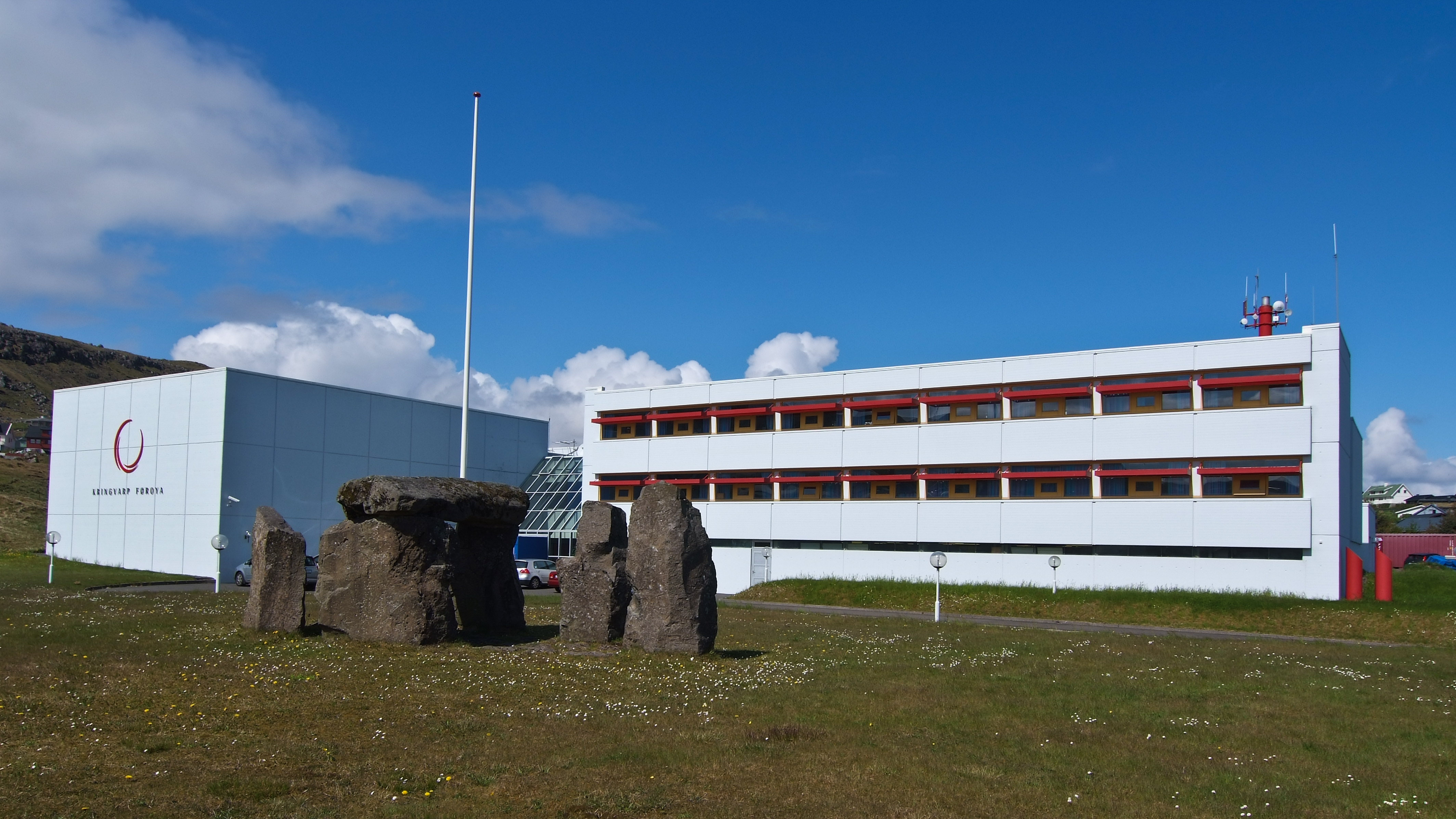
A Kringvarp Føroya épülete Tórshavnban

A Kringvarp Føroya a feröeri állami rádió és televízió társaság. Központja a fővárosban, Tórshavnban található.

## Történelem
A cég elődjei az 1957-ben létrehozott Útvarp Føroya rádió- és az 1984-ben létrehozott Sjónvarp Føroya televíziótársaság voltak. A két társaság összevonásról szóló döntést 2004 augusztusában hozta nyilvánosságra Jógvan á Lakjuni oktatási és kulturális miniszter. A hivatalos indoklás szerint a lépés célja a költségtakarékosság, az adminisztratív párhuzamosságok felszámolása és a közszolgáltatási kötelezettségek jobb ellátása volt. Ennek megfelelően a két intézményt 2005. január 1-től összevonták.

## Műsorok

### Televízió
- Dagur & Vika (híradó)
- 3–2 (sportműsor)[6]

### Rádió
- 15 tær bestu (feröeri slágerlista)
- Góðan morgun Føroyar (reggeli műsor)[7]